# Canottaggio da spiaggia sprint ai III Giochi del Mediterraneo sulla spiaggia
Le gare di canottaggio da spiaggia sprint ai III Giochi del Mediterraneo sulla spiaggia si sono svolti dal 10 al 12 settembre 2023 a Heraklion, in Grecia.

## Podi

### Uomini
| Evento  | Oro                                                | Argento                          | Bronzo                             |
| Singolo | Miguel Salas Cordova                               | Giovanni Ficarra                 | Vincent Noirot                     |
| Doppio  | Spagna Ander Martin Domingo Adrian Miramon Quiroga | Francia Ivan Bove Ludovic Dubuis | Croazia Nickol Udovicic Nino Varat |

### Donne
| Evento  | Oro                                                | Argento                            | Bronzo                               |
| Singolo | Celia De Todos Los Santos De Miguel Gomez          | Élodie Ravera-Scaramozzino         | Khadija Krimi                        |
| Doppio  | Spagna Ainoha Casanova Calpena Nadia Felipe Garcia | Croazia Paola Girotto Martina Kaic | Italia Silvia Tripi Viola Patrignani |

### Misto
| Evento    | Oro | Argento | Bronzo                                                                               |
| Staffetta | Spagna Ander Martín Domingo Adrian Miramon María Ángeles Purcarea Celia de Miguel Nadia Felipe Carlos González Buzon | Italia Angelo D'Amico Mario Pietro Zerilli Annalisa Cozzarini Silvia Tripi Viola Patrignani Giovanni Ficarra | Croazia Nino Varat Nickol Udovičić Sara Žuvanić Martina Kaić Paola Girotto Lovre Puh |

## Medagliere
| Posiz. | Nazione | Oro | Argento | Bronzo | Totale |
| ------ | ------- | --- | ------- | ------ | ------ |
| 1      | Spagna  | 5   | 0       | 0      | 5      |
| 2      | Francia | 0   | 2       | 1      | 3      |
| 2      | Italia  | 0   | 2       | 1      | 3      |
| 4      | Croazia | 0   | 1       | 2      | 3      |
| 5      | Tunisia | 0   | 0       | 1      | 1      |
| Totale | Totale  | 5   | 5       | 5      | 15     |